# Paringa-floden
Paringa-floden er en flod i West Coast-regionen på New Zealands sydø. Den flyder hovedsagligt nordvest fra sin oprindelse i de sydlige alper vest for Mount McCullaugh og når det Tasmanske hav 10 kilometer sydvest for Bruce-bugten. Geolog Jeremy Kilner skrev sin 2005-bachelorafhandling med udmærkelse ved Otago Universitet om denne dal. Titlen på hans afhandling er Geophysical survey of the Paringa River valley, South Westland.